# Луїджі Де Каніо
Луїджі Де Каніо (італ. Luigi De Canio; нар. 26 вересня 1957, Матера) — італійський футболіст, що грав на позиції захисника. По завершенні ігрової кар'єри — футбольний тренер.

## Ігрова кар'єра
У дорослому футболі дебютував 1975 року виступами за команду «Матера» з однойменного рідного міста, в якій з перервами на виступи за «Бриндізі», «Матеру», «К'єті» та «Салернітану» виступав до 1986 року, взявши участь у 221 матчі чемпіонату.
Протягом 1986—1987 років захищав кольори клубів «Ліворно» та «Галатіна». Всю кар'єру провів у клубах Серії С і Серії D, лише один сезон провівши в Серії B.
Завершив професійну ігрову кар'єру у клубі «Пістіччі», за команду якого виступав протягом 1987—1991 років і в останні роки був граючий тренером.

## Кар'єра тренера
Наприкінці кар'єри футболіста став граючим тренером клубу «Пістіччі». Надалі керував клубами нижчих дивізіонів «Савоя», «Сієна», «Карпі», «Луккезе-Лібертас» та «Пескара».
Клуб Серії А вперше очолив у 1999 році, коли очолив «Удінезе», разом з яким переміг у Кубку Інтертото у 2000 році.
У 2000-х тренував такі італійські клуби як «Наполі», «Реджина», «Дженоа» та «Сієна».
В 2007 році єдиний раз в кар'єрі очолив іноземний клуб, англійський клуб Чемпіоншіпв «Квінз Парк Рейнджерс», де особливих успіхів не добився і через рік повернувся в Італію, очоливши клуб Серії А «Лечче», після чого також у вищому дивізіоні Італії тренував «Дженоа», «Катанію» та «Удінезе», головним тренером якого Луїджі Де Каніо був 2016 року.

## Титули і досягнення

### Як тренера
- Володар Кубка Інтертото (1):

«Удінезе»: 2000